# Aviolanda
Aviolanda war ein niederländisches Flugzeugbau-Unternehmen in Papendrecht. Es wurde im Dezember 1926 von H. Adolph Burgerhout gegründet. Aviolanda baute hauptsächlich Flugzeuge in Lizenz, wie zuerst den Dornier-Wal, das Dornier-Do-24-Flugboot, das Jagdflugzeug Gloster Meteor, das Kampfflugzeug Hawker Hunter und Teile für den Starfighter Lockheed F-104. 1967 wurde das Unternehmen von Fokker übernommen und gehört heute zur Nachfolgegesellschaft Stork Fokker Aerospace. In diesem Sinne ist es niederländischer Partner des europäischen NH-90-Entwicklers NHIndustries.
Das Werk ist heute noch in Papendrecht beheimatet, dort wird die Hecksektion des NH 90 produziert. Auch die für die Niederlande vorgesehenen NH-90 werden dort ausgerüstet und betreut.
2009 erklärte Stork, die Luftfahrtaktivitäten neu zu regeln und die alten Traditionsnamen wieder einzuführen. Fokker Services, Flugzeugreparatur und Wartungsbetrieb werden zukünftig unter dem Namen Aviolanda in Woendsrecht tätig sein.